# جوري عيل (الصومال)
جوري عيل (بالصومالية: Guriceel)‏ هي مدينة في محافظة جلجدود إلى جنوب وسط الصومال، ويوجد بِها مطار جوري عيل.

## أعلام
- مهد صلاد